# Campylomonadaceae
Famille
Les Campylomonadaceae sont une famille d'algues de l'embranchement des Cryptista, de la classe des Cryptophyceae et de l’ordre des Cryptomonadales.

## Étymologie
Le nom de la famille vient du genre type Campylomonas, dérivé du grec καμπυλ / kampyl, recourbé, et μονασ / monas, « seul, solitaire, isolé », littéralement « monade courbée ».

## Description
Campylomonas se présente comme des monades biflagellées nageant librement et ne formant pas de colonies mucilagineuses et palmelloïdes. Leur partie postérieure est caractéristiquement recourbée, leur donnant une apparence presque sigmoïde en vue latérale.
Un sillon longitudinal s'étend postérieurement à partir du vestibulum et se transforme en un gosier en forme de sac tapissé de nombreuses rangées d'éjectosomes.
Deux chloroplastes, pyrénoïdes et nucléomorphes ; les chloroplastes contiennent la phycobiliprotéine Cr-phycoérythrine 566 et leur couleur varie du vert olive au brun et au jaune dans les cellules les plus anciennes. Le périplaste contient un composant interne laminé et une couche superficielle de fines fibrilles.
La reproduction sexuée est inconnue, la reproduction se faisant par simple division cellulaire. 
Les kystes sont inconnus.
L'examen de l'ultrastructure met en évidence les caractères suivants :
- la feuille poreuse du composant interne du périplaste se trouve à une courte distance sous la membrane plasmique avec des vésicules d'éjectosome occupant les pores et assurant le contact avec la membrane plasmique ;
- les nucléomorphes ne sont pas associés aux pyrénoïdes ;
- les pyrénoïdes sont inhabituellement aplatis, parfois lobés, difficilement observables au microscope optique ;
- les matrices pyrénoïdes ne sont pas traversées par des thylakoïdes ;
- l'appareil flagellaire présente un rhizostyle avec une bande incurvée de microtubules avec plusieurs quilles laminaires associées à la marge convexe[2].

## Distribution
Campylomonas est cosmopolite et commun dans les habitats d'eau douce, y compris les étangs temporaires, les rivières et les lacs.

## Liste des genres et espèces
Selon AlgaeBase (28 août 2022) :
- Campylomonas D.R.A.Hill, 1991
  - Campylomonas reflexa (M.Marsson) D.R.A.Hill 1991

## Systématique
Le nom correct complet (avec auteur) de ce taxon est Campylomonadaceae B.L.Clay, P.Kugrens & R.E.Lee, 1999.
Le genre Campylomonas ne compte actuellement (2022) qu'une seule espèce, mais il est probable qu'une vingtaine d'espèces du genre Cryptomonas seront transférées dans ce genre après une révision taxonomique. Les deux genres Campylomonas et Cryptomonas se distinguent par la structure des appareils périplastiques et flagellaires et la forme des cellules.

## Publication originale
- (en) Brec L. Clay, Paul Kugrens et Robert E. Lee, « A revised classification of Cryptophyta », Botanical Journal of the Linnean Society, Wiley-Blackwell, Linnean Society of London et OUP, vol. 131, no 2,‎ octobre 1999, p. 131-151 (ISSN 0024-4074 et 1095-8339, DOI 10.1111/J.1095-8339.1999.TB01845.X, lire en ligne).